# Chivres-Val
Chivres-Val es una comuna francesa, situada en el departamento de Aisne, de la región de Alta Francia.

## Demografía
| 345 | 385 | 471 | 501 | 596 | 575 | 592 | 553 |
| Para los censos de 1962 a 1999 la población legal corresponde a la población sin duplicidades (Fuente: INSEE [Consultar]) |     |     |     |     |     |     |     |